# Albert Masurel
Pour les articles homonymes, voir Masurel.
Albert Masurel, né le 30 juin 1855 à  Tourcoing (Nord) et mort le 17 mars 1920 dans la même ville, est un homme politique français.

## Biographie
Neveu de François Masurel Pollet, il est industriel à Tourcoing.
Il est élu député de la 8e circonscription de Lille en 1898 brièvement car le 7 novembre 1898 - soit six mois après son succès - la Chambre invalide son élection. Et lors de l'élection partielle qui suit cette invalidation, le 25 décembre, son adversaire malheureux du mois de mai, Dron, député de la circonscription depuis 1889 et qui le reste jusqu'en 1914, emporte le siège par 10.698 voix contre 9.241 à Masurel sur 20.131 votants.

## Sources
- « Albert Masurel », dans le Dictionnaire des parlementaires français (1889-1940), sous la direction de Jean Jolly, PUF, 1960 [détail de l’édition]